# 4 Heures de Silverstone
Les 4 Heures de Silverstone, anciennement 6 Heures de Silverstone et 1 000 kilomètres de Silverstone, sont une épreuve d'endurance réservée aux voitures de sport (ou Sport-prototypes) et voitures grand tourisme (GT), qui se tient chaque année sur le tracé du circuit de Silverstone en Angleterre.
Après avoir longtemps été l'une des épreuves phare du championnat du monde des voitures de sport, puis une manche du championnat Le Mans Series, les 6 Heures de Silverstone intègrent en 2012 le nouveau Championnat du monde d'endurance FIA.

## Historique
En 1975 aucune manche du championnat du monde des voitures de sport n'a lieu en Grande-Bretagne, malgré les améliorations réalisées sur le circuit de Brands Hatch (les 1 000 kilomètres y étant disputés la saison précédente). Un projet est donc monté à partir du circuit de Silverstone, sous la forme d'une course de 6 heures. Celle-ci sera intégrée au championnat à 14 reprises, entre 1978 et 1992, jusqu'à son terme final.
La première course a vu la victoire des pilotes britanniques John Fitzpatrick et Tom Walkinshaw sur BMW devant les écuries d'usine, mais dès l'année suivante le Martini Racing et Porsche ont donné à la course deux vainqueurs prestigieux, Jochen Mass et Jacky Ickx, qui restent toujours détenteurs du record de victoires.
Les Sport-prototypes ont connu une première victoire en 1980 avec Alain de Cadenet qui était à la fois pilote, constructeur et propriétaire de l'équipe.
L'annulation du championnat du monde après la saison 1992 mis en sommeil cette course jusqu'en 2000, année où les American Le Mans Series ont délocalisé certaines courses en Europe pour lancer un nouveau championnat l'année suivante, les European Le Mans Series. Après l'échec de celui-ci, ce n'est qu'à partir de 2004 que la course revient annuellement dans le championnat Le Mans Series.
Une nouvelle évolution est donnée en 2010, en intégrant la course à l'Intercontinental Le Mans Cup dont elle est la course inaugurale. En 2011, la course prend le format unique de 6 Heures adopté par toutes les courses des Le Mans Series et renoue ainsi avec son format initial. L'année suivante l'épreuve fait partie du Championnat du monde d'endurance FIA, le RAC Tourist Trophy est associé à l'épreuve depuis 2013, ce trophée est le plus ancien encore remis à ce jour en sports mécaniques. En 2019, le format de la course est réduit à 4 Heures.

## Circuit

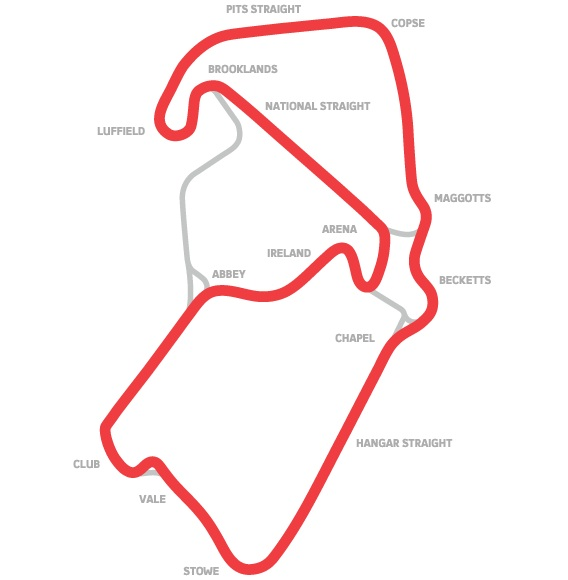
Tracé du circuit en 2010.

Les 6 Heures de Silverstone se déroulent sur le Circuit de Silverstone en Angleterre. Il est caractérisé par ses courbes rapides, comme l'enchaînement Maggots-Becketts-Chapel très sélectif, suivi d'une longue ligne droite jusqu'au virage Stowe. Ce site est ancré dans la compétition automobile; néanmoins il a connu plus de 10 modifications de son tracé, la dernière datant de 2010. Ce circuit est célèbre car il accueille la Formule 1, dont la première manche s'est déroulée sur ce circuit.

## Palmarès
| Année          | Pilotes                                           | Équipe                      | Voiture                 |
| 6 Heures       | 6 Heures                                          | 6 Heures                    | 6 Heures                |
| -------------- | ------------------------------------------------- | --------------------------- | ----------------------- |
| 1976           | John Fitzpatrick Tom Walkinshaw                   | Hermetite BMW               | BMW 3.5 CSL             |
| 1977           | Jochen Mass Jacky Ickx                            | Martini Racing              | Porsche 935/77          |
| 1978           | Jochen Mass Jacky Ickx                            | Martini Racing              | Porsche 935/78          |
| 1979           | John Fitzpatrick Hans Heyer Bob Wollek            | Gelo Sportswear Team        | Porsche 935/77A         |
| 1980           | Alain de Cadenet Desiré Wilson                    | Alain de Cadenet            | De Cadenet Lola-Ford    |
| 1981           | Harald Grohs Walter Röhrl Dieter Schornstein      | Vegla Racing Team           | Porsche 935J            |
| 1982           | Riccardo Patrese Michele Alboreto                 | Martini Lancia              | Lancia LC1              |
| 1 000 km       |                                                   |                             |                         |
| 1983           | Derek Bell Stefan Bellof                          | Rothmans Porsche            | Porsche 956             |
| 1984           | Jochen Mass Jacky Ickx                            | Rothmans Porsche            | Porsche 956             |
| 1985           | Jochen Mass Jacky Ickx                            | Rothmans Porsche            | Porsche 962C            |
| 1986           | Derek Warwick Eddie Cheever                       | Silk Cut Jaguar             | Jaguar XJR-6            |
| 1987           | Raul Boesel Eddie Cheever                         | Silk Cut Jaguar             | Jaguar XJR-8            |
| 1988           | Martin Brundle Eddie Cheever                      | Silk Cut Jaguar             | Jaguar XJR-9            |
| 1989           | Pas de course                                     | Pas de course               | Pas de course           |
| 480 km         |                                                   |                             |                         |
| 1990           | Martin Brundle Alain Ferté                        | Silk Cut Jaguar             | Jaguar XJR-11           |
| 430 km         |                                                   |                             |                         |
| 1991           | Derek Warwick Teo Fabi                            | Silk Cut Jaguar             | Jaguar XJR-14           |
| 500 km         |                                                   |                             |                         |
| 1992           | Derek Warwick Yannick Dalmas                      | Peugeot Talbot Sport        | Peugeot 905 Evo 1B      |
| de 1993 à 1999 | Pas de courses                                    | Pas de courses              | Pas de courses          |
| 2000           | J.J. Lehto Jörg Müller                            | BMW Motorsport              | BMW V12 LMR             |
| de 2001 à 2003 | Pas de courses                                    | Pas de courses              | Pas de courses          |
| 1 000 km       |                                                   |                             |                         |
| 2004           | Allan McNish Pierre Kaffer                        | Audi Sport UK Team Veloqx   | Audi R8                 |
| 2005 *         | Allan McNish Stéphane Ortelli                     | Audi PlayStation Team Oreca | Audi R8                 |
| 2006           | Pas de course                                     | Pas de course               | Pas de course           |
| 2007           | Marc Gené Nicolas Minassian                       | Team Peugeot Total          | Peugeot 908 HDi FAP     |
| 2008           | Allan McNish Rinaldo Capello                      | Audi Sport Team Joest       | Audi R10 TDI            |
| 2009           | Olivier Panis Nicolas Lapierre                    | Team Oreca Matmut AIM       | Oreca 01-AIM            |
| 2010           | Nicolas Minassian Anthony Davidson                | Team Peugeot Total          | Peugeot 908 HDi FAP     |
| 6 Heures       |                                                   |                             |                         |
| 2011           | Sébastien Bourdais Simon Pagenaud                 | Peugeot Sport Total         | Peugeot 908             |
| 2012           | André Lotterer Marcel Fässler Benoît Tréluyer     | Audi Sport Team Joest       | Audi R18 e-tron quattro |
| 2013           | Allan McNish Tom Kristensen Loïc Duval            | Audi Sport Team Joest       | Audi R18 e-tron quattro |
| 2014           | Anthony Davidson Nicolas Lapierre Sébastien Buemi | Toyota Racing               | Toyota TS040 Hybrid     |
| 2015           | André Lotterer Benoît Tréluyer Marcel Fässler     | Audi Sport Team Joest       | Audi R18 e-tron quattro |
| 2016           | Romain Dumas Neel Jani Marc Lieb                  | Porsche Team                | Porsche 919 Hybrid      |
| 2017           | Sébastien Buemi Anthony Davidson Kazuki Nakajima  | Toyota Gazoo Racing         | Toyota TS050 Hybrid     |
| 2018           | Thomas Laurent Gustavo Menezes Mathias Beche      | Rebellion Racing            | Rebellion R13-Gibson    |
| 4 Heures       |                                                   |                             |                         |
| 2019           | José María López Kamui Kobayashi Mike Conway      | Toyota Gazoo Racing         | Toyota TS050 Hybrid     |

* La course a été limitée à une durée de 6 heures, seuls 776 des 1 000 kilomètres prévus ont été couverts.

## Records et statistiques

### Par nombre de victoires constructeurs
| Nombre de victoires | Constructeur | Années                                         |
| ------------------- | ------------ | ---------------------------------------------- |
| 8                   | Porsche      | 1977, 1978, 1979, 1981, 1983, 1984, 1985, 2016 |
| 6                   | Audi         | 2004, 2005, 2008, 2012, 2013, 2015             |
| 5                   | Jaguar       | 1963, 1964, 1965, 1990, 1991                   |
| 4                   | Peugeot      | 1992, 2007, 2010, 2011                         |
| 3                   | Toyota       | 2014, 2017, 2019                               |
| 2                   | BMW          | 1976, 2000                                     |

| Pos. | Nations     | Victoires |
| ---- | ----------- | --------- |
| 1er  | Allemagne   | 16        |
| 2e   | Royaume-Uni | 6         |
| 3e   | France      | 5         |

### Par nombre de victoires pilotes
| Nombre de victoires | Pilote           | Années                 |
| ------------------- | ---------------- | ---------------------- |
| 4                   | Jacky Ickx       | 1977, 1978, 1984, 1985 |
| 4                   | Jochen Mass      | 1977, 1978, 1984, 1985 |
| 4                   | Allan McNish     | 2004, 2005, 2008, 2013 |
| 3                   | Eddie Cheever    | 1986, 1987, 1988       |
| 3                   | Anthony Davidson | 2010, 2014, 2017       |
| 3                   | Derek Warwick    | 1986, 1991, 1992       |
| 2                   |                  |                        |
| Sébastien Buemi     | 2014, 2017       |                        |
| Martin Brundle      | 1988, 1990       |                        |
| Marcel Fässler      | 2012, 2015       |                        |
| John Fitzpatrick    | 1976, 1979       |                        |
| Nicolas Lapierre    | 2009, 2014       |                        |
| André Lotterer      | 2012, 2015       |                        |
| Nicolas Minassian   | 2007, 2010       |                        |
| Benoît Tréluyer     | 2012, 2015       |                        |

### Courses annexes
Depuis 2013, dans le cadre des épreuves du Championnat du monde d'endurance FIA, une manche du championnat European Le Mans Series est également organisée durant le même week end.
| Année    | Pilotes                                         | Équipe                 | Voiture        |
| 3 Heures | 3 Heures                                        | 3 Heures               | 3 Heures       |
| -------- | ----------------------------------------------- | ---------------------- | -------------- |
| 2013     | Simon Dolan Oliver Turvey                       | Jota Sport             | Zytek Z11SN    |
| 4 Heures |                                                 |                        |                |
| 2014     | Pierre Thiriet Ludovic Badey Tristan Gommendy   | Thiriet par TDS Racing | Morgan LMP2    |
| 2015     | Gary Hirsch Jon Lancaster Björn Wirdheim        | Greaves Motorsport     | Gibson 015S    |
| 2016     | Simon Dolan Harry Tincknell Giedo van der Garde | G-Drive Racing         | Gibson 015S    |
| 2017     | Will Owen Hugo de Sadeleer Filipe Albuquerque   | United Autosports      | Ligier JS P217 |
| 2018     | Andrea Pizzitola Roman Rusinov Jean-Éric Vergne | G-Drive Racing         | Oreca 07       |
| 2019     | Paul Lafargue Paul-Loup Chatin Memo Rojas       | IDEC Sport Racing      | Oreca 07       |